# Eucharia cathlina
Eucharia cathlina är en fjärilsart som beskrevs av Thierry-mieg 1910. Eucharia cathlina ingår i släktet Eucharia och familjen björnspinnare. Inga underarter finns listade i Catalogue of Life.